# Blå mænd
Pour plus de détails, voir Fiche technique et Distribution.
Blå mænd (littéralement : Les Hommes bleus) est un film danois réalisé en 2008 par Rasmus Heide (da).

## Fiche technique
- Titre original : Blå mænd
- Titre international : Take the Trash
- Réalisation : Rasmus Heide (da)
- Scénario : Rasmus Heide, Mick Øgendahl (da)
- Photographie :
- Sociétés de production : Fridthjof Film
- Musique :
- Société de distribution :
- Langue : danois
- Pays :  Danemark
- Genre : Comédie
- Lieux de tournage : Copenhague, Danemark
- Durée : 80 minutes
- Date de sortie :
  -  Danemark : 15 août 2008
  -  Suède : 27 janvier 2010

## Distribution
- Thure Lindhardt : Jesper Jensen
- Sidse Babett Knudsen : Lotte
- Mick Øgendahl (da) : Dion
- Troels Lyby : Theodor
- Helle Fagralid : Sofie
- Per Rosenberg (da) : Karsten
- Maibritt Saerens (da) : Kassandra
- Claes Bang : Lars
- Søren Malling : Varberg
- Beate Bille : Dorte
- Jens Jørn Spottag : Steiner
- Anne-Grethe Bjarup Riis : Elin
- Martin Brygmann : l'instructeur
- Dick Kaysø : le père de Dion
- Mira Wanting (da) : la mère de Dion
- Betina Daugaard Petersen : la fille du fitness